# Квантова точка
Квантовите точки (quantum dots) представляват наноразмерни (1-10 нанометра) кристали от полупроводников материал.
Характерно за квантовите точки е т.нар. квантово ограничение на екситона. Като следствие от това квантовите точки абсорбират и излъчват видима светлина. Тези оптични свойства на квантовите точки не са характерни за полупроводниците, чиито размери на кристалите са по-големи от 10 нанометра. Квантовите точки са пазарен продукт и намират приложение като биологични маркери, като компоненти на лазери и светоизлъчващи устройства, сензори и др. Провеждат се интензивни научни изследвания за други техни приложения. Квантовите точки са обекти на нанотехнологията.
Специфична особеност на точки е зависимостта на техните оптични свойства от размера им. Дължините на абсорбираната и излъчената светлина зависят от диаметъра на нанокристалите. Това означава, че изменението на размера на кристала ще води до изменение на оптичните свойства. Размерът на получените нанокристали може да се контролира от различни фактори, които определят кинетиката на нанокристалния растеж. Следователно, контролирането на размера на нанокристалите може да се разглежда като „инженерство“ на оптичните свойства (или вид „инженерство“ на забранената зона).